# Obzovica
Obzovica este un sat din comuna Cetinje, Muntenegru. Conform datelor de la recensământul din 2003, localitatea are 6 locuitori (la recensământul din 1991 erau 21 de locuitori).

## Demografie
În satul Obzovica locuiesc 4 persoane adulte, iar vârsta medie a populației este de 35,3 de ani (37,5 la bărbați și 33,2 la femei). În localitate sunt 2 gospodării, iar numărul mediu de membri în gospodărie este de 3,00.
|  |

| Demografie | Demografie | Demografie |
| An         | Locuitori  | Locuitori  |
| ---------- | ---------- | ---------- |
|            |            |            |
|            |            |            |
|            |            |            |
|            |            |            |
| 1948       | 33         |            |
| 1953       | 40         |            |
| 1961       | 36         |            |
| 1971       | 22         |            |
| 1981       | 15         |            |
| 1991       | 21         | 17         |
| 2003       | 6          | 6          |

| \| Componența etnică conform recensământului din 2003[2] \| Componența etnică conform recensământului din 2003[2] \| Componența etnică conform recensământului din 2003[2] \| Componența etnică conform recensământului din 2003[2] \| Componența etnică conform recensământului din 2003[2] \| \| ----------------------------------------------------- \| ----------------------------------------------------- \| ----------------------------------------------------- \| ----------------------------------------------------- \| ----------------------------------------------------- \| \| \| \| \| \| \| \| Muntenegreni \| Muntenegreni \| \| 6 \| 100% \| \| necunoscută \| necunoscută \| \| 0 \| 0% \| |              |  |   |      |
| Componența etnică conform recensământului din 2003 |              |  |   |      |
| |              |  |   |      |
| Muntenegreni | Muntenegreni |  | 6 | 100% |
| necunoscută | necunoscută  |  | 0 | 0%   |